# 芬蘭軍事博物館

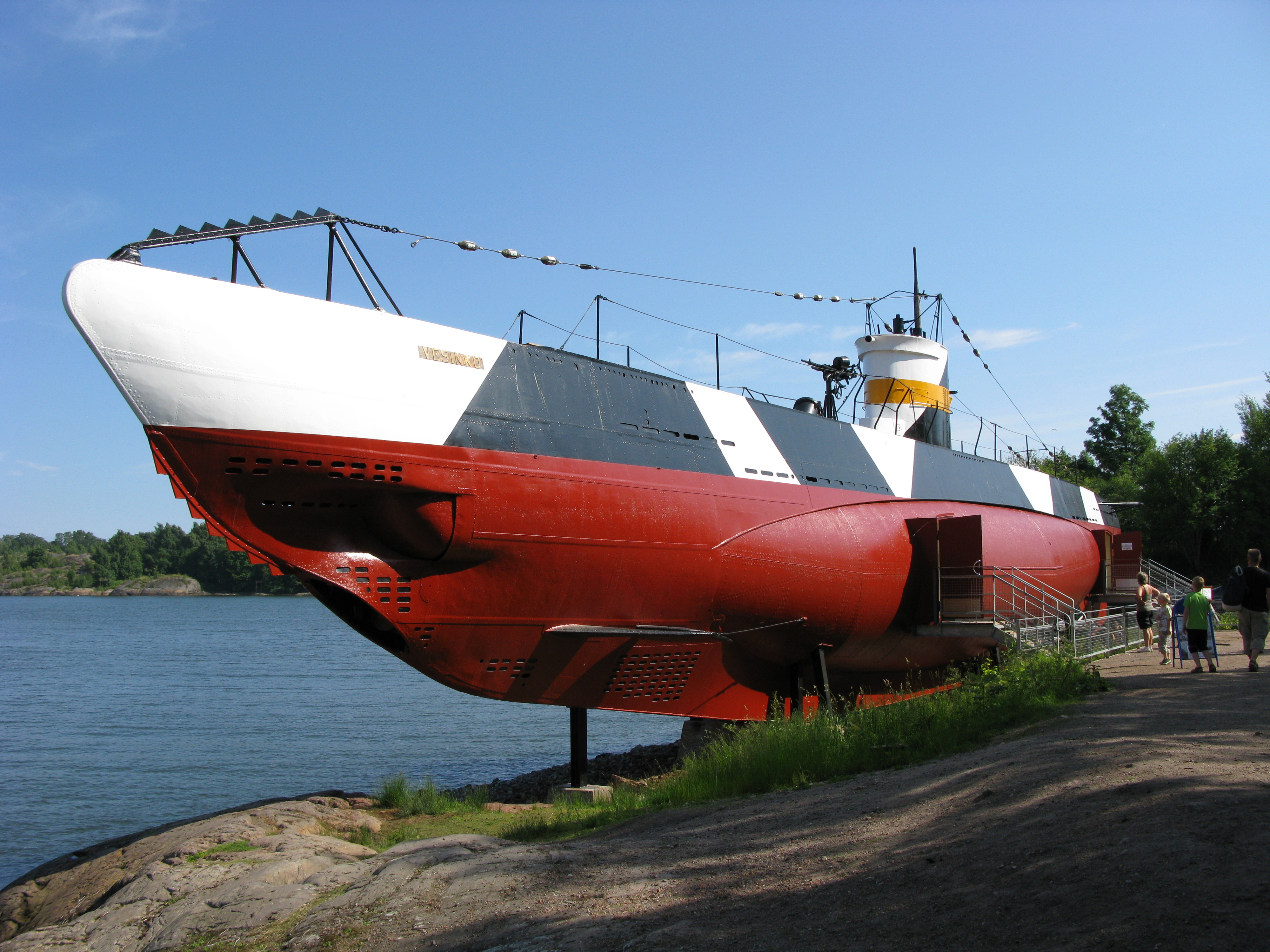
“韦西科”号（Vesikko）潜水艇

芬蘭軍事博物館（芬蘭語：Sotamuseo）是位於芬蘭首都赫爾辛基的一座博物館，是芬兰国防大学的一部分。

## 历史
2012年，有55,000人遊客參觀了芬蘭軍事博物館。博物館中最受歡迎的是“韦西科”号（Vesikko）潛水艇，平均每年吸引27000人參觀。軍事博物館的任務是收集和保存有關芬蘭軍事的文物。